# Episodi di Dream On (sesta stagione)
La sesta e ultima stagione della serie televisiva Dream On è stata trasmessa negli Stati Uniti dal 19 luglio 1995 al 27 marzo 1996 su HBO ed è composta da 27 episodi.
| nº | Titolo originale                                             | Titolo italiano                     | Prima TV USA      | Prima TV Italia |
| -- | ------------------------------------------------------------ | ----------------------------------- | ----------------- | --------------- |
| 1  | Try not to remember                                          | Tippy top                           | 19 luglio 1995    |                 |
| 2  | Bess you is not my woman now                                 | L'amica delle mogli                 | 26 luglio 1995    |                 |
| 3  | Long distance runaround                                      | Amici per sempre                    | 2 agosto 1995     |                 |
| 4  | Significant author                                           | Per amore di Toby                   | 9 agosto 1995     |                 |
| 5  | 9 1/2 days                                                   | 9 giorni e mezzo                    | 16 agosto 1995    |                 |
| 6  | Beam me up, Dr. Spock                                        | Lezioni private                     | 23 agosto 1995    |                 |
| 7  | Take two tablets, and get me to Mt. Sinai                    |                                     | 30 agosto 1995    |                 |
| 8  | Music in my veins (1)                                        | Tu musica divina (prima parte)      | 13 settembre 1995 |                 |
| 9  | Music in my veins (2)                                        | Tu musica divina (seconda parte)    | 20 settembre 1995 |                 |
| 10 | Tie me sister lu down, sport                                 | Quando la carne non è debole        | 27 settembre 1995 |                 |
| 11 | She won't do it, but her sister will                         | Le relazioni pericolose             | 4 ottobre 1995    |                 |
| 12 | Flight of the pedalbee                                       | La regina del tip tap               | 11 ottobre 1995   |                 |
| 13 | Am I blue?                                                   | Sogni venduti                       | 18 ottobre 1995   |                 |
| 14 | Home is where the cart is                                    | Senza tetto né legge                | 1º novembre 1995  |                 |
| 15 | Little orphan Eddie                                          | Il piccolo orfano                   | 8 novembre 1995   |                 |
| 16 | Toby's choice                                                | Baby in arrivo                      | 15 novembre 1995  |                 |
| 17 | The weekend at the college didn't turn out like they planned | Dentro e fuori                      | 22 novembre 1995  |                 |
| 18 | Second time aground                                          | Di nuovo insieme                    | 24 gennaio 1996   |                 |
| 19 | The spirit of 76th & park                                    | Il fantasma                         | 31 gennaio 1996   |                 |
| 20 | All about Louie                                              | Segretario galante                  | 7 febbraio 1996   |                 |
| 21 | The way we war                                               | Come eravamo                        | 14 febbraio 1996  |                 |
| 22 | Springtime for Tupper                                        | Martin presidente                   | 21 febbraio 1996  |                 |
| 23 | Hey diddle diddle                                            | L'inganno                           | 28 febbraio 1996  |                 |
| 24 | Cupis is as Cupid does                                       | Mediatori d'amore                   | 6 marzo 1996      |                 |
| 25 | Tenants, anyone?                                             | Cercasi inquilino                   | 13 marzo 1996     |                 |
| 26 | Finale (1)                                                   | Finale con vendetta (prima parte)   | 20 marzo 1996     |                 |
| 27 | Finale with a vengeance (2)                                  | Finale con vendetta (seconda parte) | 27 marzo 1996     |                 |